# Englischsprachige Literatur
Die englische Sprache entwickelte sich in dem Maße zur Weltsprache, wie zunächst Großbritannien, dann die USA eine Weltmacht wurden.
Englischsprachige Literatur gibt es in folgenden Ländern:
- in Großbritannien mit England, Schottland, Wales und Nordirland, siehe auch Englische Literatur
- in ehemaligen britischen Kolonien (Commonwealth) oder vorübergehend von Britannien dominierten Ländern wie
  - Republik Irland siehe auch Anglo-Irische Literatur
  - USA siehe auch US-amerikanische Literatur
  - Kanada siehe auch Kanadische Literatur
  - Australien siehe auch Australische Literatur
  - Neuseeland siehe auch Neuseeländische Literatur
  - Indien siehe auch Indische Literatur
  - Staaten der Karibik
  - afrikanischen Staaten wie zum Beispiel Westafrika, Kenia, Ghana oder der Republik Südafrika siehe auch Afrikanische Literatur

Abgesehen von der gemeinsamen Sprache haben die Autoren auch gemeinsame Traditionen, auf die sie sich beziehen, wie etwa Shakespeare oder Virginia Woolf, und sie wenden sich an einen internationalen gemeinsamen Leserkreis. Ein gemeinsamer Buchmarkt steht ihnen offen.
Nicht selten wechselt ein Autor von einem englischsprachigen Land in ein anderes. So wird Brian Moore in Belfast geboren, lebt eine Weile in Kanada und lässt sich schließlich in Kalifornien nieder.
Als wichtigster Preis für englischsprachige Literatur gilt der Man Booker Prize, der jährlich vergeben wird.